# Спрингпорт (Индијана)
Спрингпорт (енгл. Springport) град је у америчкој савезној држави Индијана.

## Демографија
По попису из 2010. године број становника је 149, што је 25 (-14,4%) становника мање него 2000. године.
| Група             | 2000.       | 2010.       |
| Белци             | 166 (95,4%) | 144 (96,6%) |
| Афроамериканци    | 0 (0,0%)    | 0 (0,0%)    |
| Азијати           | 0 (0,0%)    | 0 (0,0%)    |
| Хиспаноамериканци | 6 (3,4%)    | 0 (0,0%)    |
| Укупно            | 174         | 149         |